# Kasteel de Beauffort

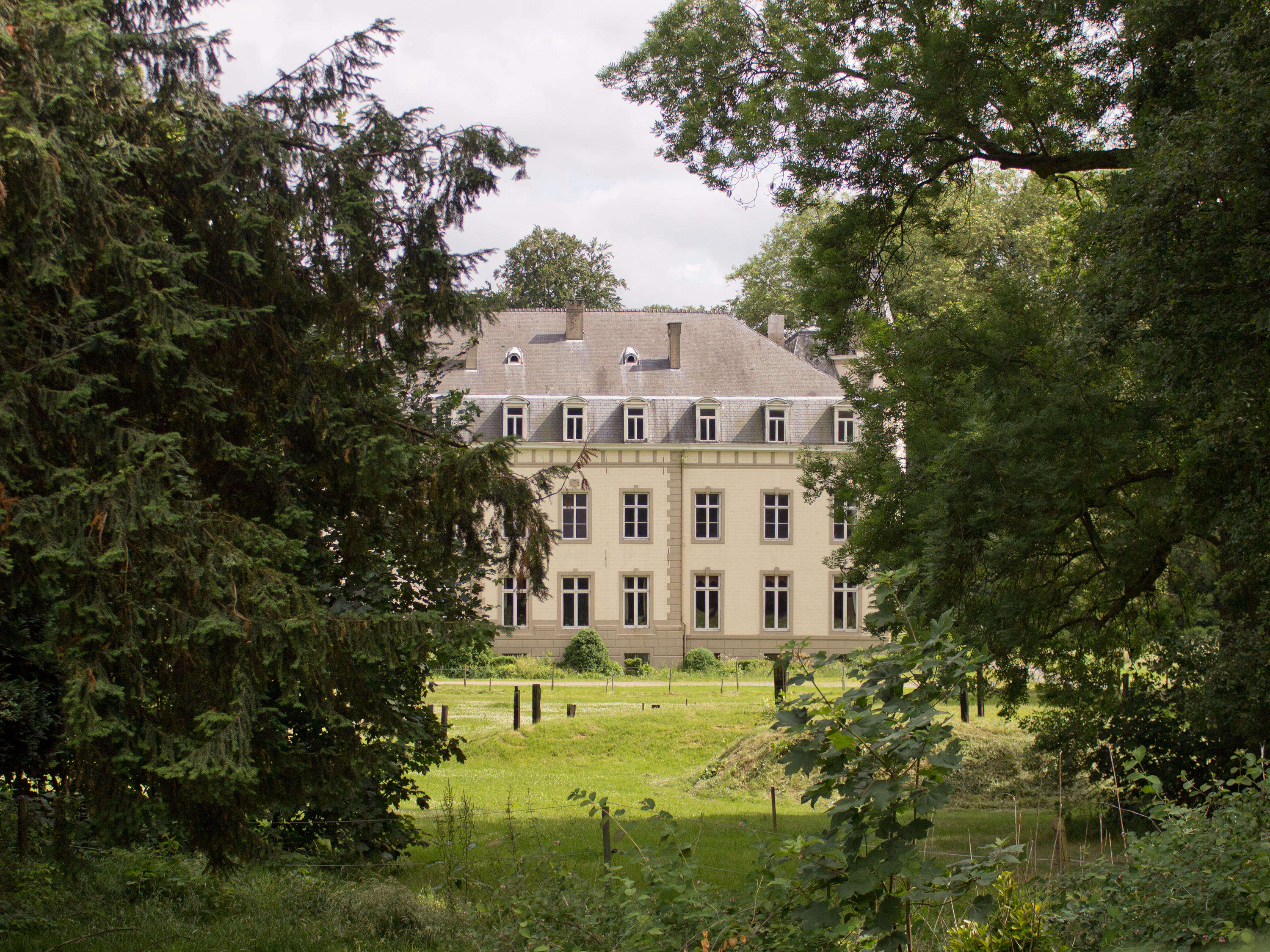
Kasteel de Beauffort

Het Kasteel de Beauffort (ook: Wit kasteel of Kasteel van Linden) is een kasteel in de tot de Vlaams-Brabantse gemeente Lubbeek behorende plaats Linden, gelegen aan de Diestsesteenweg 31.

## Geschiedenis
Vanouds was hier de zetel van de heren van Linden die al in de 12e eeuw worden vermeld. Er was een kasteel met opperhof en neerhof. Ook was er een hofkerk die later de parochiekerk zou worden.
In de 14e eeuw kwam de heerlijkheid in bezit van Jan van der Calsteren. Omstreeks 1380 brandde het kasteel, tijdens onlusten, af. Het werd weer herbouwd. In 1578 werd het kasteel door muitende Spaanse troepen opnieuw verwoest. In 1661 werd het herbouwd in opdracht van Jan-Frans de Vroey. In 1782 kwam het door huwelijk in bezit van de familie de Beeckman die het in 1784 liet vergroten. Het was Maximilien Henri Ghislain de Beeckman die tijdens de Franse Revolutie veel kerkelijke goederen opkocht en zo zijn bezit aanzienlijk vergrootte.
In 1837 kwam het goed aan de familie de Beauffort en deze liet omstreeks 1870 het kasteel aanzienlijk uitbreiden. In 1881 werd ook het naastgelegen goed van het Rood Kasteel aangekocht en bij het eigen landgoed gevoegd.

## Gebouw
Het kasteel is een sober gebouw in neoclassicistische trant. Achter het kasteel bevindt zich de grafkapel van de familie de Beauffort, een achthoekig bouwwerk, gebouwd in 1804 in classicistische stijl. Hierin bevindt zich een portiekaltaar in neo-Lodewijk XV-stijl. Verder zijn er twee kasteelhoeves.

## Landgoed
Door het landgoed loopt de Abdijbeek. Naast merkwaardige bomen komen er kruiden voor als bosanemoon, lelietje-van-dalen, gewone salomonszegel, bosgierstgras en boszegge.